# Povijest Malte
Povijest Malte je povijest otoka Malte i Republike Malte od prapovijesti do danas.

## Prve kulture i antika
Prvi naseljenici malteških otoka bili su poljodjelci koji su se ovdje naselili oko 5200. pr. Kr. sa Sicilije. Ti prvi naseljenici najvjerojatnije su bili Sikanci, za koje se smatra da su bili jedino pleme koje je naseljavalo ove otoke u to vrijeme, a smatraju se srodnim Iberima. 
Keramički predmeti nađeni u Għar Dalamu slični su onima nađenim u Agrigentu na Siciliji. U ovom ranom razdoblju malteške civilizacije pojavljuju se mistični megalitički malteški hramovi, čiji se ostaci mogu još naći na Malti i Gozu. Ti su hramovi jedni od najstarijih struktura napravljenih od kamena na Zemlji, a korišteni su u razdoblju između 4000. i 2500. godine pr. Kr.
Negdje oko 3500. pr. Kr. ova je kultura sagradila neke od najstarijih vjerskih građevina na svijetu, kao što su hramovi Ġgantije na Gozu, te hramovi Ħaġar Qima i Mnajdre. Smatra se da su dolaskom čovjeka na ove otoke izumrli lokalni patuljasti vodenkonji i slonovi. Nakon ove civilizacije malteški su otoci neko vrijeme bili nenaseljeni. U brončano doba opet dolaze naseljenici, čija je kultura obuhvaćala kremiranje posmrtnih ostataka i gradnju manjih megalitičkih građevina zvanih dolmeni.
Oko 700. pr. Kr. na otoke dolaze Grci koji su se najviše nastanili na području današnje Vallette. Stoljeće poslije, tu dolaze i Feničani, koji su se otocima koristili kao trgovačkom postajom na njihovim sredozemnim trgovačkim rutama.
Nakon pada Fenicije, ovo je područje oko 400. pr. Kr. potpalo pod kontrolu Kartage, bivše feničke kolonije. U to vrijeme Kartažani su koristili Maltu za uzgoj maslina, rogača i proizvodnju tkanine. Za vrijeme Punskih ratova 218. pr. Kr., Maltežani su se pobunili protiv kartaške vlasti te dali kontrolu nad svojim vojnim garnizonom rimskom konzulu Semproniju. Za vrijeme Sirakuske pobune Malta je ostala vjerna Rimu, zbog čega je nagrađena naslovom Foederata Civitas, koji je značio određenu razinu autonomije unutar pokrajine Sicilije. U to vrijeme otok su nazivali Melita, a glavni grad nalazio se u središtu otoka i nosio je isto ime (današnja Mdina).
Vjeruje se da se 60. godine na sjevernom dijelu otoka, koji je danas poznat kao Zaljev sv. Pavla, nasukao brod apostola sv. Pavla. Prema pričama, on je ostao na otoku tri mjeseca, tijekom kojih je širio kršćanstvo i izvodio čuda. U Bibliji je ovaj boravak opisan u Djelima apostolskim (Dj 27,39-28,11). Postoji tvrdnja da to nije bila Malta, nego hrvatski otok Mljet. Zbog jednakog naziva u rimskim spisima, a poslije u onima na latinskom jeziku, Mljet je kroz povijest vrlo često bio zamjenjivan Maltom. U prilog tome ide činjenica da na Malti nije bilo zmija otrovnica (koje se spominju u Djelima apostolskim), a na Mljetu ih je bilo u to vrijeme. Kao podsjetnik da bi drevna Ogigija mogao biti i Mljet, danas na otoku postoje Odisejeva špilja te hrid sv. Pavla kao i zavjetna crkvica u istočnom dijelu otoka. Podjelom Rimskog Carstva na Istočno i Zapadno u 4. stoljeću, Malta potpada pod kontrolu Bizanta kojim se vladalo iz Carigrada. O razdoblju bizantske vlasti na Malti, koja je trajala četiri stoljeća, malo je poznato. 

## Srednji vijek
Za vrijeme bizantsko-arapskih ratova, Malta je zajedno sa Sicilijom osvojena nakon što je admiral Eufemije izdao Bizant i zatražio od Aglabida zauzimanje ovog teritorija. Kao dio sicilijanskog emirata, kontrolu su nad područjem 909. dobili Fatimidi. Za vrijeme arapske vlasti uveden je novi sustav navodnjavanja, neke nove kulture voća i pamuk, te sicilijsko-arapski jezik, koji se nakon nekog vremena razvio u malteški jezik. Lokalno kršćansko stanovništvo imalo je slobodu prakticiranja svoje vjere, ali je zato moralo plaćati dodatan porez vlastima. Godine 1091. Normani oslobađaju Siciliju i malteške otoke, a lokalni kršćani toplo dočekuju vojvodu Rogera I. Zbog oslobođenja, Maltežani nude Rogeru I. sudjelovanje u njegovim ratovima, a on je na to, prema predaji, poderao dio svoje crveno-bijele zastave i dao je Maltežanima, što je osnova današnje zastave Malte.
Za vrijeme normanske vlasti Malta doživljava procvat. U to je vrijeme bila dio Kraljevine Sicilije, koja je još obuhvaćala Siciliju i južni dio Apeninskog poluotoka. Katolička Crkva ponovno je postala državna religija, a njome je na Malti upravljala Palermska biskupija. U tom razdoblju širi se normanska arhitektura, pogotovo u tadašnjem glavnom gradu Mdini. Posljednji normanski vladar Tankred pretvara Maltu i Gozo u feudalni posjed ili feud, na čelu s knezom. Zbog svoje strateške važnosti malteški su otoci bili za mnoge željan posjed, tako da su prvi knezovi bili vješti đenovski gusari, a stanovništvo je otoka militarizirano kako bi bilo spremno na pokušaje zauzimanja otoka. Kraljevinom od 1194. do 1266. vlada dinastija Hohenstaufen. Za vrijeme vladavine Fridrika I., s Malte je 1224. protjerano sve muslimansko stanovništvo, a ukupno muško kršćansko stanovništvo Celana u Abruzzu preseljeno je na Maltu.
Kratko je vrijeme kraljevinom vladala sicilijska dinastija Anžuvinaca, koji su zbog visokih poreza bili vrlo nepopularni na Malti, djelomično i zbog rata Karla I. Anžuvinca s Genovom, kad je 1275. opljačkan otok Gozo. Nedugo nakon ovih napada izbija pobuna znana kao Sicilijanska večernja. Kraljevina se dijeli na Napuljsku i Sicilijansku Kraljevinu, koja zajedno s Maltom potpada pod vlast Aragona. Otokom sve do 1409. vladaju rođaci aragonskih kraljeva, nakon čega postaje dio krune Aragonije. U aragonskom su kraljevstvu djeca vladara bila imenovana naslovom kneza Malte. U ovo vrijeme malteško plemstvo doživljava procvat. Od 1397. naslov kneza Malte ponovno dobiva feudalni značaj, te nakon sukoba oko naslova kralj ga ukida. Nakon što je taj naslov ponovno uveden, opet izbijaju svađe u kojima se malteško plemstvo pobunilo protiv kneza Gonsalva Monroya.

## Malteški vitezovi i Napoleon
Godine 1530. španjolski kralj Karlo V. daje otoke viteškom redu Ivanovaca na vječno upravljanje. Malteški su vitezovi 1522. bili istjerani s Roda od Osmanlija. Godine 1565. vitezovi su zajedno s Maltežanima izdržali Veliku opsadu Malte, koju je izvela osmanska mornarica. 
Nakon ove opsade odlučilo se pojačati malteške zidine, pogotove u lučkom području gdje je sagrađen novi grad Valletta, nazvan prema velikom meštru Jeanu de la Valetteu. Uzduž obale sagrađeni su i stražarski tornjevi (Wignacourt, Lascaris i de Redin), nazvani prema velikim meštrima koji su naredili njihovu gradnju. 
Vlast Ivanovaca završava kada je Napoleon osvojio Maltu u svom ratnom pohodu na Egipat 1798. godine. Ovo osvajanje izvedeno je Napoleonovim lukavstvom: Napoleon je zatražio sigurnu luku kako bi ponovno opskrbio svoje brodove, a nakon što je sigurno ušao u Vallettu, okrenuo je oružje na svoje domaćine. Veliki meštar Ferdinand von Hompesch zu Bolheim je kapitulirao, a Napoleon je nekoliko dana ostao na Malti, tijekom kojih je sustavno pljačkao otok te uspostavio vlastitu upravu. Nakon toga je dalje otplovio prema Egiptu ostavljajući znatan garnizon na Malti.
Francuske okupacijske snage bile su iznimno nepopularne među stanovništvom, djelomično i zbog njihova stava prema vjeri. Stanovništvo se pobunilo protiv financijskih i vjerskih reformi, te su se Francuzi morali sakriti unutar gradskih zidina. Velika Britanija je zajedno s Kraljevstvom Dviju Sicilija slala vojnu pomoć Maltežanima, te su Britanci sa svojom mornaricom blokirali otoke.
Izolirane francuske snage su se, pod generalom Claude-Henrijem Belgrand de Vauboisom, predale 1800., te su otoci potpali pod britansku vlast na čelu s guvernerom Alexanderom Ballom. Maltežani su tada napravili deklaraciju kojom su tražili izravnu zaštitu britanskog monarha, te su zahtijevali da kralj nema pravo ustupiti otoke nekoj drugoj sili.

## Britanska vlast i Drugi svjetski rat
Godine 1814. Pariškim mirovnim sporazumom Malta je službeno postala dio Britanskog Carstva. Zbog svog položaja na pola puta između Gibraltara i Sueskog kanala, Malta je bila važno pomorsko pristanište i smatrana je važnom postajom na putu za Indiju. Godine 1919. britanske su snage pucale na skupinu prosvjednika protiv novih poreza, ubivši četiri Maltežana. Ovaj je incident doveo do znatnog rasta potpore protalijanskim strankama, koje su se protivile britanskoj prisutnosti na otoku. Ovaj je dan poznat kao Sette Giugno (talijanski, 7. lipnja) i na Malti se slavi kao nacionalni blagdan.
Tridesetih godina prošlog stoljeća britanska je Sredozemna flota, koja je bila važan pokretač trgovine na otoku, premještena u Aleksandriju. Malta je odigrala važnu ulogu u Drugom svjetskom ratu, zbog svoje blizine s pomorskim putovima sila Osovina. Zbog hrabrosti koje su Maltežani iskazali u dugotrajnoj borbi protiv neprijateljskih snaga kralj Đuro VI. kolektivno je nagradio Maltežane ordenom George Cross. Replika ove nagrade danas se nalazi u gornjem lijevom kutu zastave Malte.

## Nezavisnost
Nakon rata Laburistička je stranka neuspješno probala integrirati Maltu u Ujedinjeno Kraljevstvo. Dana 21. rujna 1964. Malti je odobrena nezavisnost. Prema ustavu iz 1964. Malta je zadržala kraljicu Elizabetu II. kao kraljicu Malte koju predstavlja generalni guverner. Dana 13. prosinca 1974. Malta je postala republika unutar Commonwealtha, na čelu s predsjednikom države. Ugovor o obrani, koji je potpisan ubrzo poslije nezavisnosti i koji je promijenjen 1972., istekao je 31. ožujka 1979., kada su se britanske vojne snage povukle s Malte. Zemlja je 1980. službeno prihvatila politiku neutralnosti, te je do 2004. bila članica Pokreta nesvrstanih. Godine 1989. Malta je ugostila sastanak na vrhu između američkog predsjednika Georgea H. W. Busha i sovjetskog vođe Mihaila Gorbačova, koji je signalizirao kraj hladnog rata.
Od 2004. godine Malta je članica Europske unije te se pridružila Eurozoni 1. siječnja 2008. godine, tj. tada je svoju nacionalnu valutu liru zamijenila eurom.